# Sérgio Danese
Sergio França Danese (São Paulo, 1954) é um escritor e diplomata brasileiro. No ano de 2023, foi indicado pelo Presidente Luiz Inácio Lula da Silva para assumir o cargo de representante do Brasil na Organização das Nações Unidas (ONU), em Nova Iorque.

## Biografia

### Primeiros ano e formação acadêmica
Sérgio nasceu na cidade de São Paulo, capital do estado, no ano de 1954. Ingressou no curso de Letras da Faculdade de Filosofia, Letras e Ciências Humanas da Universidade de São Paulo (FFLCH) da Universidade de São Paulo (USP), onde formou-se no ano de 1976. Mudou-se para o México, onde realizou pós-graduação em letras latinas na Universidade Nacional Autônoma do México (UNAM).

### Atuação
Entrou na carreira diplomática em 1981, tornando-se aluno da Instituto Rio Branco (IRBr). Entre os anos de 1985 e 1987, foi assessor especial da Presidência da República, durante presidência de José Sarney. Durante 1990 e 1992, serviu em cargos do Itamaraty no México. Em 1993, tornou-se assessor de Rubens Ricupero, enquanto Ricupero foi Ministro do Meio-Ambiente, durante governo de Itamar Franco (PMDB). Ricupero foi professor de Sérgio durante os anos de IRBr.
Com longa atuação na carreira diplomática, chefe da embaixada do Brasil, na Argélia, na Argentina e na África do Sul. Em 2021, foi sabatinado pelo Senado federal, e aprovado para chefiar a embaixada brasileira no Peru. Permaneceu no cargo, até o ano de 2023. Após a terceira vitória presidencial de Luiz Inácio Lula da Silva, o Presidente indicou o nome de Danese para ser representante do Brasil no escritório da Organização das Nações Unidas (ONU), localizado em Nova Iorque, nos Estados Unidos. Danese subsistiu Ronaldo Costa Filho, indicado pelo então presidente Jair Bolsonaro.
Durante o Conflito israelo-palestino de 2023, ganhou notoriedade internacional. Na eminência do conflito, o Brasil presidia, de maneira rotativa, o Conselho de Segurança das Nações Unidas. O Brasil propôs um cessar-fogo para ajuda humanitária em Gaza e um corredor humanitário para civis palestinos no Egito. Apesar dos esforços brasileiros, a representante dos Estados Unidos na ONU, Linda Thomas-Greenfield, vetou a decisão. A proposta brasileira, obteve 12 votos favoráveis, duas abstenções - Rússia e Reino Unido - e o veto estadunidense, causando assim o impedimento do cessar fogo e a chegada de ajuda humanitária.

## Livros
- O ponto ótimo da crise (c/ Rubens Ricupero), Rio de Janeiro: Editora Revan, 1998.[19]
- Diplomacia presidencial: história e crítica, Rio de Janeiro: Topbooks, 1999.[20]
- A sombra do meio-dia,  Rio de Janeiro: Topbooks, 2003.[21]
- A escola da liderança: ensaios sobre a política externa e a inserção internacional do Brasil, Rio de Janeiro: Editora Record, 2009.[22]
- O outro lado da lua, Rio de Janeiro: Topbooks, 2017.[23]